# Sprachen Nigers

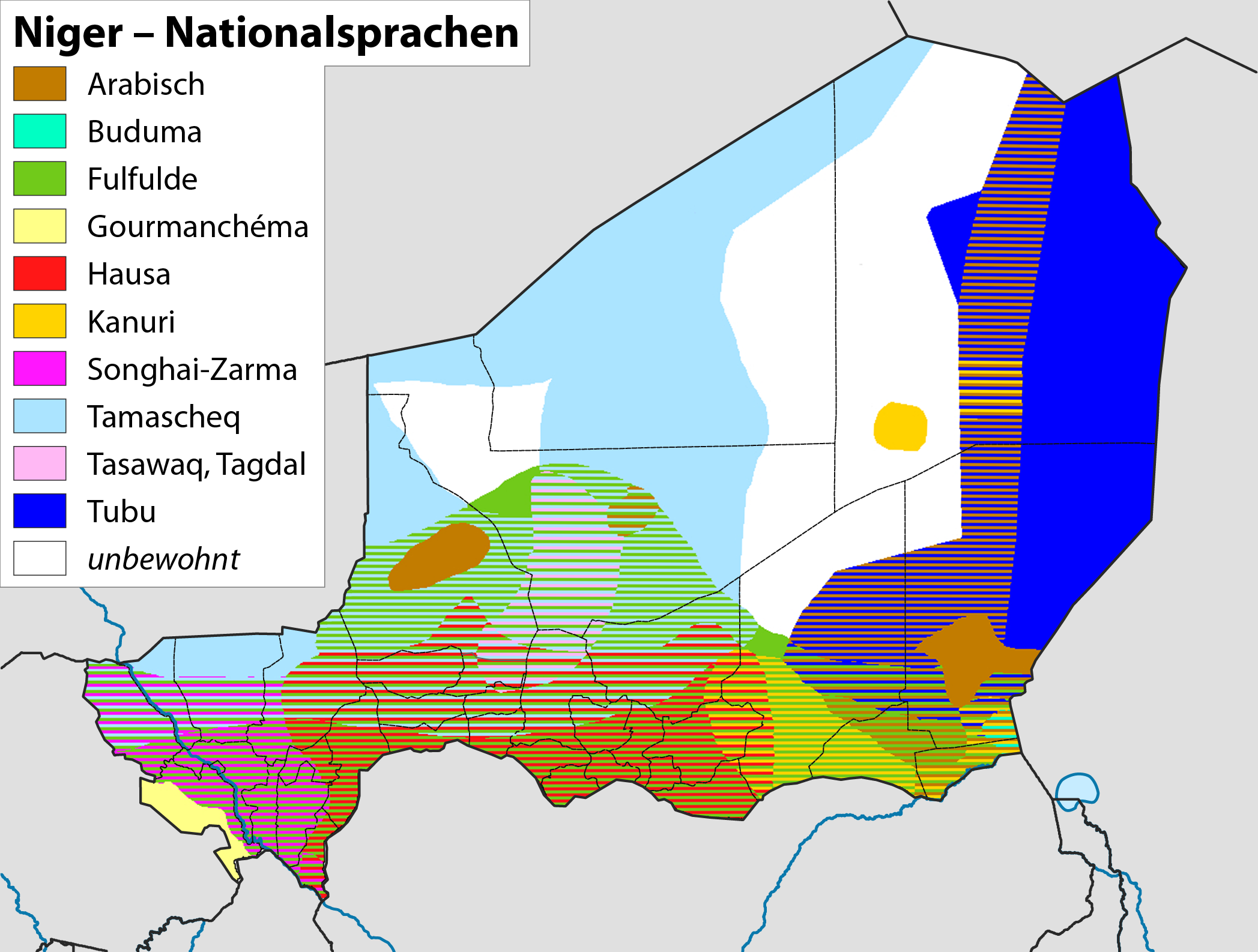
Karte Nigers mit den Sprachgebieten der zehn Nationalsprachen

Die Sprachen Nigers sind je nach Klassifizierung zwischen 11 und 24 Einzelsprachen.
Die Amtssprache ist Hausa. Sie wurde im Jahr 2025 zur Amtssprache erhoben und ersetzte damit Französisch, ein Erbe der Kolonialzeit Frankreichs in Niger. Zehn der in Niger gesprochenen Sprachen sind Nationalsprachen (von einer Nationalität im Sinne einer ethnisch definierten Volksgruppe gesprochen). Von diesen  weisen Hausa und Songhai-Zarma die höchsten Sprecherzahlen auf. Sie sind auch die wichtigsten Vehikularsprachen (Gebrauch als Zweitsprache) des Landes. Die weiteren Nationalsprachen sind Arabisch, Buduma, Fulfulde, Gourmanchéma, Kanuri, Tamascheq, Tasawaq und Tubu.
Die Verbreitung der Einzelsprachen ist regional verschieden, wobei sich die Sprachgebiete oft überschneiden. Mehrsprachigkeit ist üblich. Die Einstufung der Nationalsprache Tasawaq und zwei anderer Einzelsprachen als gefährdet ist umstritten.

## Rechtlicher Status
Die Verfassung Nigers legt Französisch als einzige Amtssprache des Landes fest. Auch wenn in den Parlamentsdebatten andere Sprachen wie Hausa und Zarma toleriert werden, sind die im Journal officiel veröffentlichten Gesetzestexte ausschließlich auf Französisch verfasst. Ebenfalls in der Verfassung sind die Nationalsprachen (langues nationales) als die nach dem Gleichheitsprinzip zu behandelnden Sprachen jener Gemeinschaften definiert, welche die nigrische Nation bilden. Der Staat hat für die Förderung und Entwicklung der Nationalsprachen Sorge zu tragen. Welche diese Sprachen sind, ist durch ein Gesetz aus dem Jahr 2001 geregelt. Es handelt sich um Arabisch, Buduma, Fulfulde, Gourmanchéma, Hausa, Kanuri, Songhai-Zarma, Tamascheq, Tasawaq und Tubu. Dasselbe Gesetz legt auch die Modalitäten fest, unter denen die Nationalsprachen gefördert und entwickelt werden sollen. Zentral ist ihr Gebrauch im Bildungswesen, der auf die soziale und wirtschaftliche Entwicklung der Bevölkerung zielt.

## Amtssprache Französisch

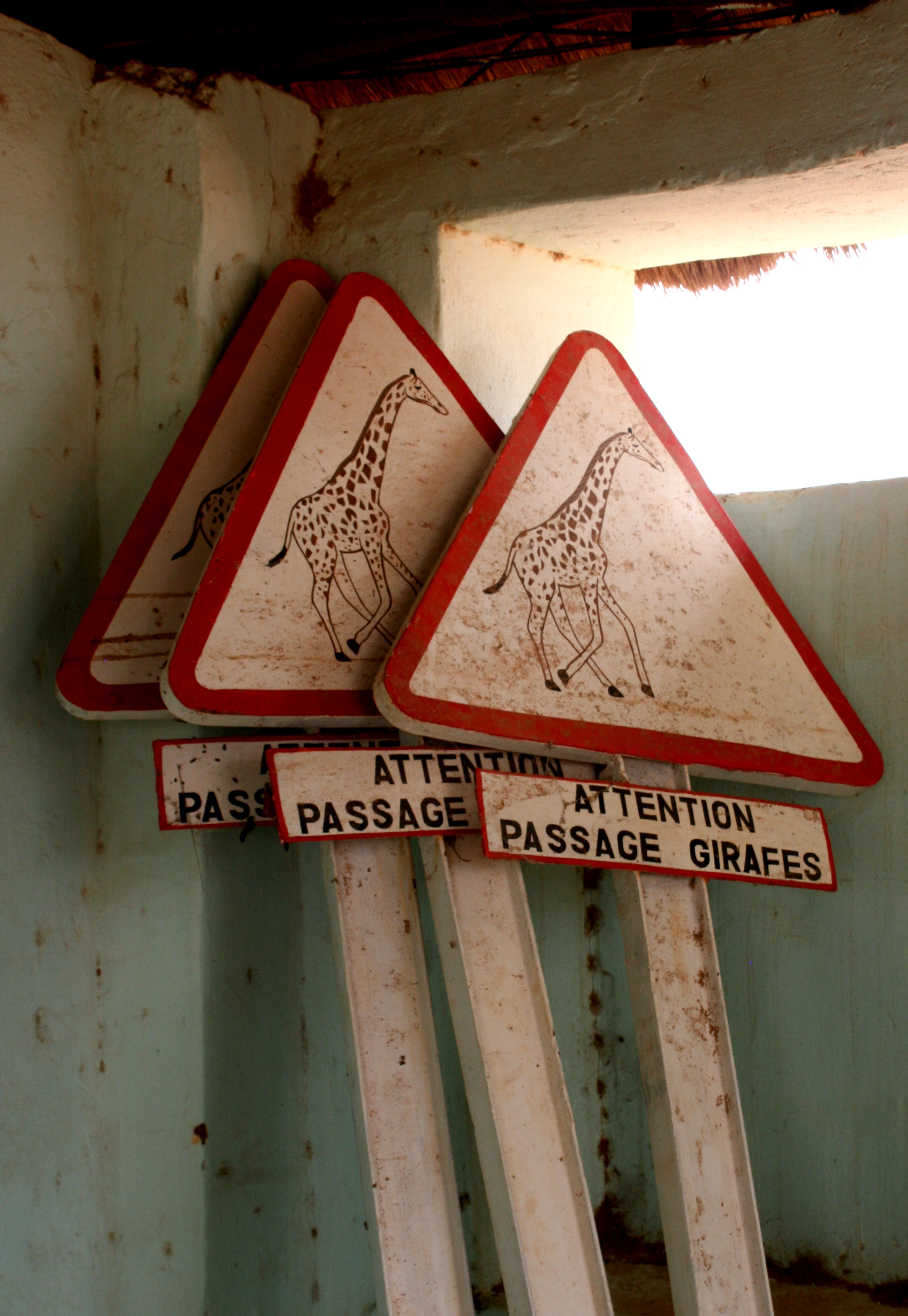
Schilder in Kouré (2008) mit der französischen Aufschrift ATTENTION PASSAGE GIRAFES („Achtung Übergang Giraffen“)

Die Bedeutung der französischen Sprache in Niger erschließt sich über ihren offiziellen Status als einziger Amtssprache, ferner über ihre praktische Funktion als Vehikularsprache sowohl im nationalen als auch im internationalen Kontext. Die Republik Niger ist Mitglied der Organisation Internationale de la Francophonie. Noch 1966, sechs Jahre nach der Unabhängigkeit des Landes von Frankreich, schätzte der Afrikanist Pierre-Francis Lacroix den Anteil der Gesamtbevölkerung, der Französisch als Zweitsprache nutzt, auf lediglich 3 %. Auf statistische Daten konnte Lacroix dabei nicht zurückgreifen. Bei der Volkszählung 1977 erhob Niger erstmals offizielle Daten zur gesprochenen Sprache der Einwohner. Bei der Volkszählung 1988 wurde die jeweilige Muttersprache erfasst. Die Fragestellung legte die für Subsahara-Afrika typische Sprachenvielfalt des Landes offen, erlaubte jedoch keine Rückschlüsse auf die deutliche Präsenz von Vehikularsprachen, insbesondere des Französischen. Zu dessen Verbreitung gibt es unterschiedliche Angaben. Die französische Regierungsorganisation Délégation générale à la langue française et aux langues de France gab 2006 den Bevölkerungsanteil der Französischsprachigen in Niger mit 9 % an. 2012 führte sie Niger unter jenen Staaten mit einem Anteil Französischsprachiger von 5 % bis 15 % und berief sich dabei auf Angaben der Organisation Internationale de la Francophonie. In der Auflage von 2012 des Historical Dictionary of Niger von Idrissa und Decalo werden über 5 % der Nigrer als geübte Französischsprecher eingestuft und bis zu 10 % sollen die Sprache zumindest teilweise beherrschen. Die französische Sprache in Niger ist eng an die eingeschränkte Durchschlagskraft des Bildungssystems gebunden, in dem sie gelehrt wird. Je nach dessen Bewertung bestehen auch höhere Schätzungen des Sprecheranteils.
Ein für die französische Sprache in Niger spezifischer Ausdruck wird als nigérisme („Nigerismus“) bezeichnet. Dies ist der Fall, wenn einzelne Wörter oder Phrasen aus einer Nationalsprache in den französischen Sprachgebrauch übernommen werden (Beispiel: Tazartché, Hausa für „es muss weitergehen“) oder scheinbar unzureichend wortwörtlich übersetzt werden (Beispiel: attacher le mariage, „die Heirat anbringen“ für „heiraten“).

## Nationalsprachen

### Arabisch

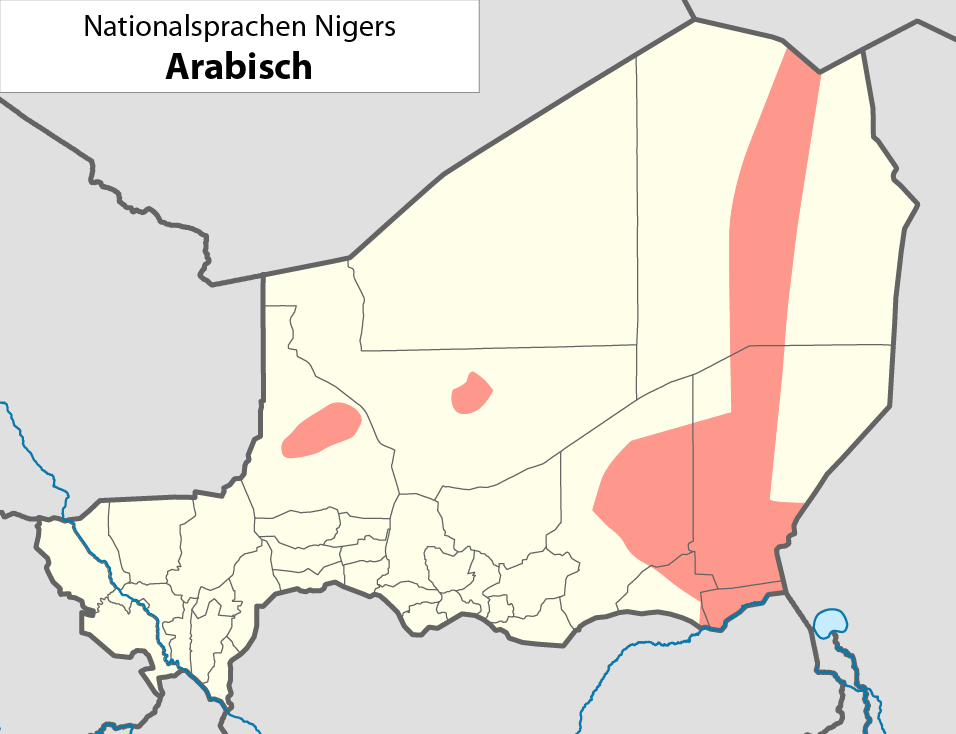
Sprachgebiet des Arabischen in Niger

Die arabische Sprache wird zum einen als das Hocharabisch des Koran landesweit in der islamisch-religiösen Bildung gelehrt. Zum anderen ist sie in vier Varietäten – Algerisches Sahara-Arabisch (ISO 639-3 aao), Hassania-Arabisch (ISO 639-3 mey), Libysch-Arabisch (ISO 639-3 ayl) und Tschadisch-Arabisch (ISO 639-3 shu) – die Erstsprache der in Niger ansässigen Araber. Bei der Volkszählung 2001 bezeichneten sich 40.085 Einwohner, das entspricht 0,4 % der Gesamtbevölkerung, als Araber.
Algerisches Sahara-Arabisch
Die Varietät stammt aus Algerien, wo ungefähr 100.000 (1996) der insgesamt rund 131.000 Sprecher leben. In Niger sprechen etwa 10.000 Personen (1998) Algerisches Sahara-Arabisch. Das nigrische Sprachgebiet grenzt nicht direkt an Algerien, sondern liegt um Dabaga im Süden des Gebirges Aïr. Es handelt sich um eine Sprachinsel in einer von Tamascheq dominierten Zone, das als Zweitsprache der hier lebenden Araber dient.
Hassania-Arabisch
Der Gebrauch von Hassania-Arabisch ist ein Teil der nationalen Identität Mauretaniens und in dessen Verfassung verankert. Dort leben etwa 2.770.000 (2006) der insgesamt rund 3.278.000 Sprecher. Bedeutende Minderheiten gibt es in Mali und Marokko. In Niger sprechen circa 10.000 Personen (1998) Hassania-Arabisch. Sie bewohnen vor allem die Gemeindegebiete von Tassara und Tchintabaraden. Auch dort wird oft Tamascheq als Zweitsprache verwendet.
Libysch-Arabisch
Libysch-Arabisch ist de facto die nationale Arbeitssprache Libyens, wo ungefähr 4.000.000 (2006) ihrer insgesamt rund 4.321.000 Sprecher leben. In Ägypten wird die Varietät von etwa 316.000 Menschen (2002) gesprochen. In Niger sind es lediglich etwa 5000 Personen. Dort ist Libysch-Arabisch in einem im Osten des Landes gelegenen Korridor zwischen Libyen und Nigeria verbreitet, der einer Route der Sahara-Salzkarawanen entspricht. Der Korridor reicht von den Oasen Bilma, Dirkou und Séguédine im Norden über Tesker, Foulatari und N’Guelbély bis nach Diffa, Chétimari und Gueskérou im Süden. Eine lokal dominierende Sprache ist Libysch-Arabisch in Niger nur in N’Gourti.
Tschadisch-Arabisch
Tschadisch-Arabisch weist mit rund 896.000 Personen (2006) die meisten seiner insgesamt etwa 1.139.000 Sprecher in Tschad auf, wo es auch nur eine Minderheitensprache ist. In Niger leben ungefähr 5000 Tschadisch-Arabisch-Sprecher (1998). Sie siedeln vor allem in den Gemeinden am ehemaligen Ufer des Tschadsees im Südosten des Landes: in Bosso, Kabléwa und N’Guigmi.

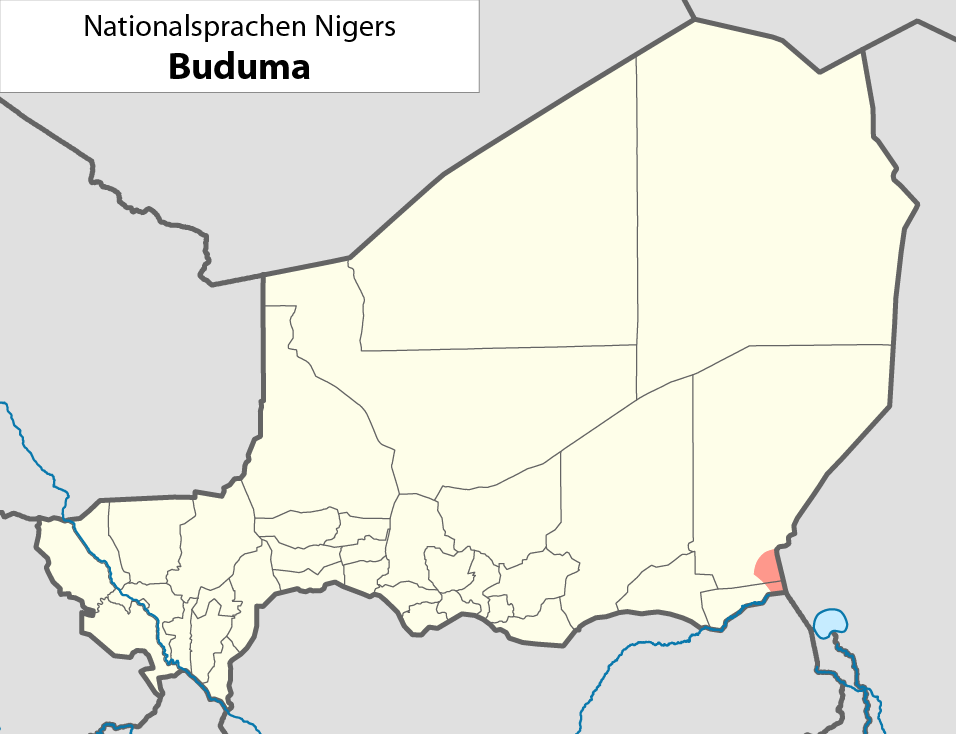
Sprachgebiet des Buduma in Niger

### Buduma
Das wie Hausa zu den tschadischen Sprachen zählende Buduma (ISO 639-3 bdm) ist die Sprache des gleichnamigen Volks der Buduma, das traditionell auf den Inseln des Tschadsees lebt und Fischerei betreibt. Buduma ist vermutlich noch hinter Tasawaq die in Niger am wenigsten gesprochene Nationalsprache, wenn sie dort wegen des Schrumpfens des Tschadsees überhaupt noch vertreten ist. In der 1996 erschienenen 13. Auflage des Ethnologue von SIL International sind noch 4000 Sprecher in Niger genannt. Ab der 14. Auflage aus dem Jahr 2000 wird Buduma nicht länger als in Niger gesprochene Sprache angeführt, es sind nur Sprecherzahlen für die anderen Anrainerstaaten des Tschadsees angegeben: 51.600 in Tschad (1998), 3000 in Nigeria und 200 in Kamerun.

### Fulfulde

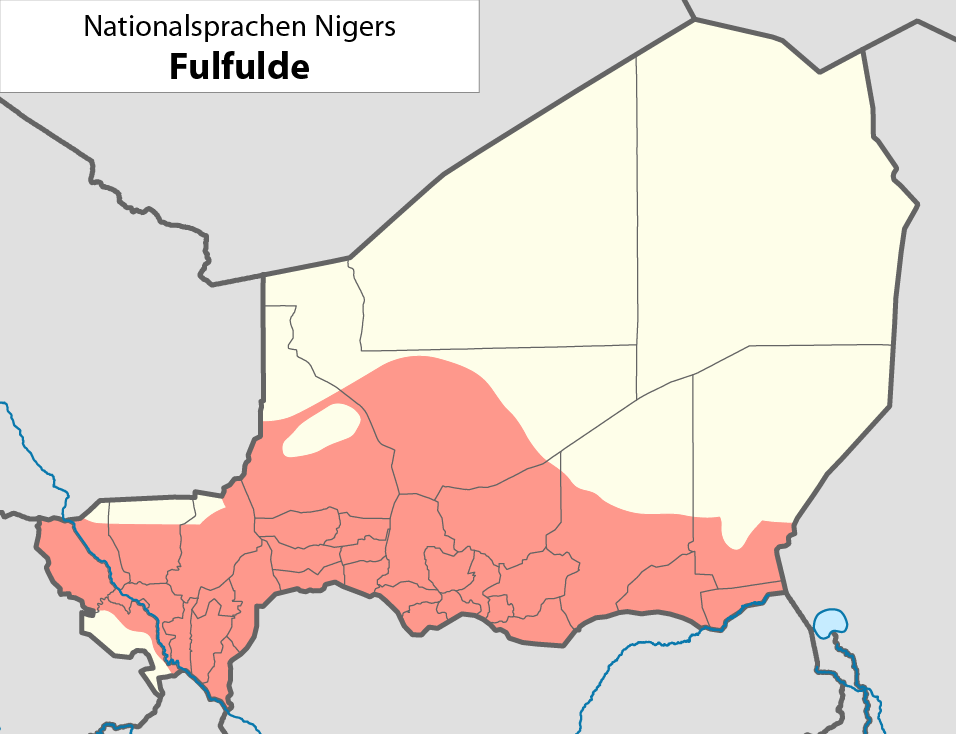
Sprachgebiet des Fulfulde in Niger

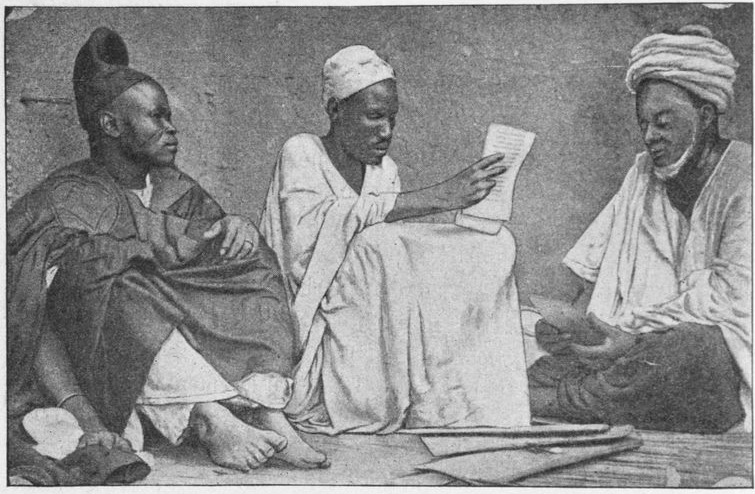
Fulbe-Marabouts in Say beim Entziffern von Manuskripten (1912)

Fulfulde, die zu den Niger-Kongo-Sprachen gehörende Sprache der Fulbe, ist in einer großen, von Senegal bis Sudan reichenden Zone im nördlichen Afrika verbreitet. In Niger werden die Varietäten West-Niger-Fulfulde (ISO 639-3 fuh) und Zentral-Ost-Niger-Fulfulde (ISO 639-3 fuq) gesprochen. Die nigrischen Fulfulde-Sprecher bilden unterschiedlich große Sprachinseln in anderssprachigen Gebieten. Die relative Mehrheit stellen sie in den Gebieten um die Städte Say und Maïné-Soroa. Bei der Volkszählung 2001 bezeichneten sich 935.517 Einwohner, das entspricht 8,5 % der Gesamtbevölkerung, als Fulbe.

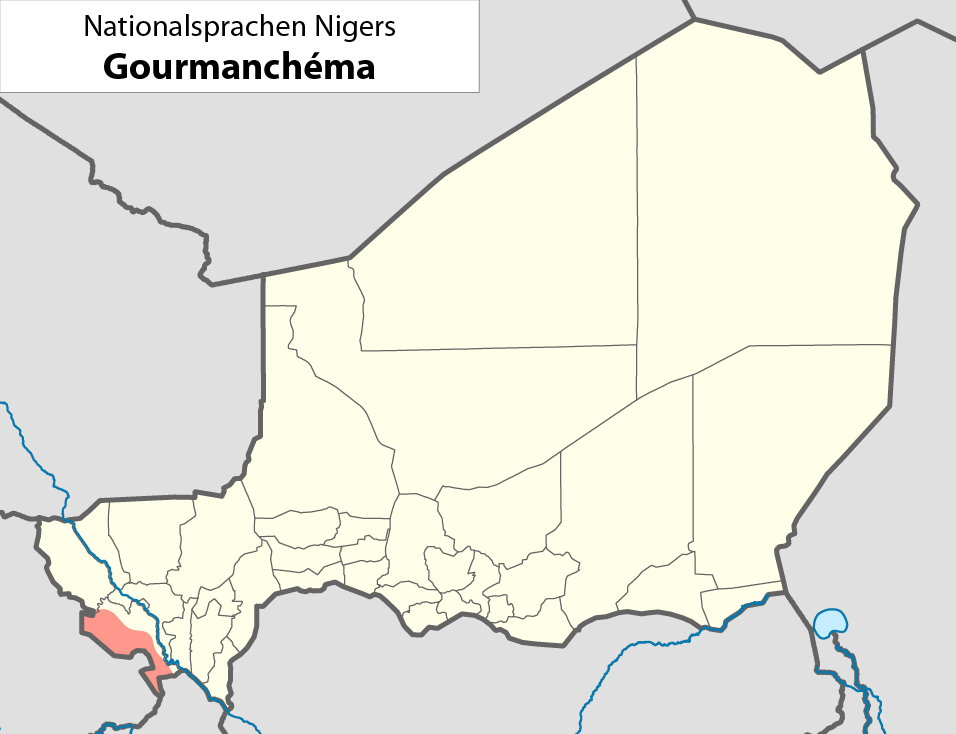
Sprachgebiet des Gourmanchéma in Niger

West-Niger-Fulfulde
Ungefähr 450.000 Personen (2007) sprechen in Niger West-Niger-Fulfulde. In Burkina Faso wird die Varietät als Nordost-Burkina-Faso-Fulfulde bezeichnet und weist etwa 750.000 Sprecher (1999) auf. In Benin heißt sie meist Gorgal-Fulfulde und wird von circa 30.000 Menschen gesprochen. Dies ergibt eine Gesamtsprecheranzahl von rund 1.230.000. Das Sprachgebiet in Niger überschneidet sich vollständig mit jenem von Songhai-Zarma. Es umfasst den zentralen Teil der Region Tillabéri, an deren Rändern es Überschneidungen oder Sprachgrenzen mit Gourmanchéma, Tamascheq und Zentral-Ost-Niger-Fulfulde gibt, sowie die Region Dosso mit Ausnahme des Departements Dogondoutchi und des Nordens des Departements Gaya bis zum Ort Yélou. Verwendet werden die Dialekte Bitinkoore (Dialekt von Bitinkodji), Dallol (Dialekt des Dallol Bosso) und Téra (Dialekt von Téra). Die meisten West-Niger-Fulfulde-Sprecher sind zweisprachig und gebrauchen auch die Sprache Songhai-Zarma. Generell gilt, dass West-Niger-Fulfulde eher die Sprache der ländlichen Gebiete und Songhai-Zarma eher die Sprache der Städte ist.
Zentral-Ost-Niger-Fulfulde
Zentral-Ost-Niger-Fulfulde hat ebenfalls etwa 450.000 Sprecher (1998) in Niger. Das Sprachgebiet umfasst ungefähr die Regionen Maradi und Tahoua, den Süden der Regionen Diffa und Zinder, den Nordosten der Region Dosso sowie ein Gebiet um Sanam in der Region Tillabéri. In dieser weitläufigen Zone ergeben sich Überschneidungen mit mehreren anderen Sprachen, unter denen das oft als Zweitsprache dienende Hausa hervorzuheben ist. Der Dialekt der nomadisch lebenden Fulbe-Untergruppe Wodaabe unterscheidet sich inzwischen von jenem der auf Grund der Hungersnot der 1970er und 1980er Jahre sesshaft und halbsesshaft gewordenen Fulbe. Letztere siedelten sich in unmittelbarer Umgebung von Hausa-Sprechern an, was ihre eigene Sprache dermaßen beeinflusste, dass sie als „Fulfulde-Hausa“ bezeichnet werden kann.

### Gourmanchéma
Gourmanchéma (ISO 639-3 gux), eine Gur-Sprache, ist die Sprache der Volksgruppe der Gourmantché. Bei der Volkszählung 2001 bezeichneten sich 39.797 Einwohner Nigers, das entspricht 0,4 % der Gesamtbevölkerung, als Gourmantché. Der nigrische Teil von deren Siedlungs- und Sprachgebiet befindet sich im äußersten Westen des Landes an der Staatsgrenze zu Burkina Faso, genauer im Westen der Gemeinden Ouro Guélédjo, Tamou und Torodi. Die meisten der insgesamt etwa 813.000 Gourmanchéma-Sprecher, ungefähr 600.000 (1999), leben in Burkina Faso. In Niger sind es etwa 30.000 Personen (1998). Sie verwenden oft Songhai-Zarma als Zweitsprache.

### Hausa

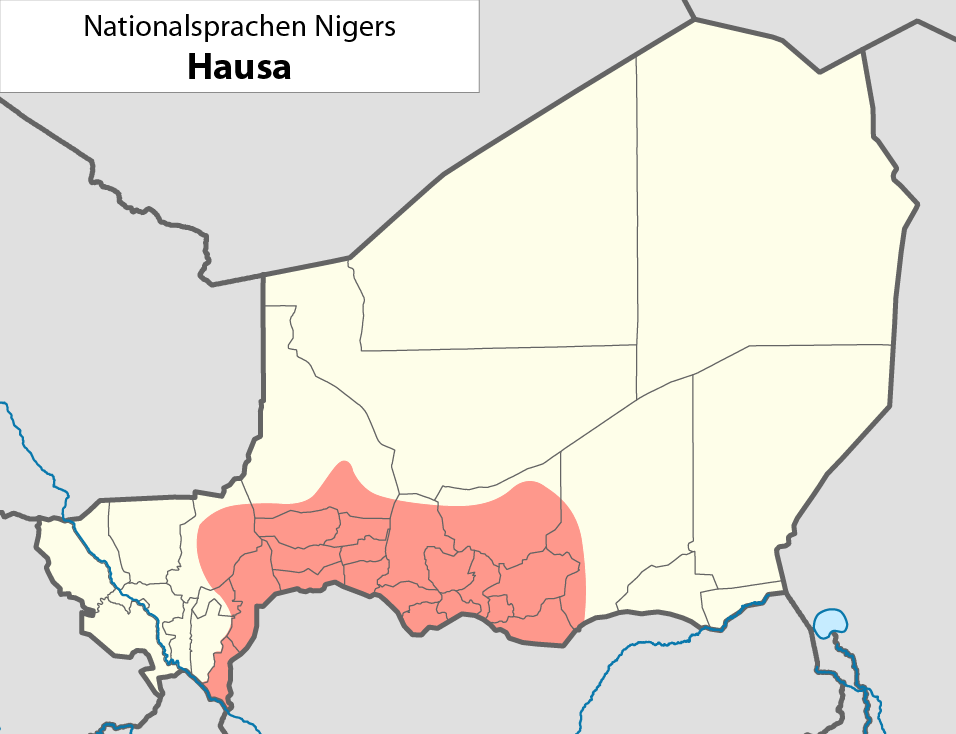
Sprachgebiet des Hausa in Niger

Die der gleichnamigen Volksgruppe der Hausa zugehörige tschadische Sprache Hausa (ISO 639-3 hau) hat insgesamt etwa 24.988.000 Sprecher. Die meisten, ungefähr 18.500.000 Personen (1991), leben in Nigeria, gefolgt von Niger. Hausa ist als Erstsprache und vor allem als bedeutende Verkehrssprache auch in anderen Gebieten Westafrikas verbreitet. In Niger ist sie die vom zahlenmäßig größten Bevölkerungsanteil verstandene Sprache. Bei der Volkszählung 2001 bezeichneten sich 6.069.731 Einwohner, das entspricht 55,4 % der Gesamtbevölkerung, als Hausa. In diesem Fall sind die Angehörigen der Volksgruppe und die Erstsprecher von deren Sprache gleichzusetzen. Ein Hausa definiert sich grundlegend als ein Mensch, der Hausa spricht. Der zusätzliche Anteil der Nigrer, die Hausa als Zweitsprache verwenden, liegt ungefähr bei 25 %.
Standard-Hausa basiert auf dem Dialekt der Stadt Kano in Nigeria. Die in Niger gesprochenen Hausa-Dialekte sind Aderawa (Dialekt von Ader), Arewa (Dialekt von Aréoua), Damagaram (Dialekt von Zinder), Dawra (Dialekt von Daura), Gaya (Dialekt von Gaya), Gobirawa (Dialekt von Gobir), Katsina (Dialekt von Katsina) und Kourfey (Dialekt von Kourfey). Die nigrischen Hausa nahmen mehrere Lehnwörter aus dem Französischen in ihre Sprache auf, allerdings weniger als die nigerianischen Hausa im vormals britischen Einflussgebiet aus dem Englischen.
Das Hausa-Sprachgebiet in Niger nimmt das südliche Zentrum des Landes ein und überschneidet sich mit den Sprachgebieten mehrerer anderer Nationalsprachen. Die größten Städte im nigrischen Hausa-Gebiet sind Zinder, Maradi, Tessaoua, Kornaka und Aguié. Die Hauptstadt Niamey, die inmitten eines traditionellen Zarma-Sprachgebiets liegt, entwickelte sich ab der Mitte des 20. Jahrhunderts zu einer zweisprachigen Stadt. Auf ihren Straßen und Märkten ist ein passiver Bilingualismus feststellbar, bei dem Hausa- und Zarma-Sprecher sich in der von ihnen bevorzugten Sprache ausdrücken und ihren Gesprächspartner, der in der jeweils anderen Sprache antwortet, verstehen. Nach der verstärkten Zuwanderung anderer Gruppen, die weder Hausa noch Zarma sprachen, ließ sich in den 1990er Jahren eine Störung dieses Systems des passiven Bilingualismus beobachten, die teilweise durch den Gebrauch von Französisch als Vehikularsprache behoben wurde. Die steigende Bedeutung von Hausa als Vehikularsprache in den städtischen Zentren des Landes ließ sich schon in den 1960er Jahren feststellen. Auch der Anteil der Erstsprecher ist seitdem gestiegen: Lacroix (1966) schätzte den Anteil der Hausa an der nigrischen Gesamtbevölkerung noch auf 45 %.

### Kanuri

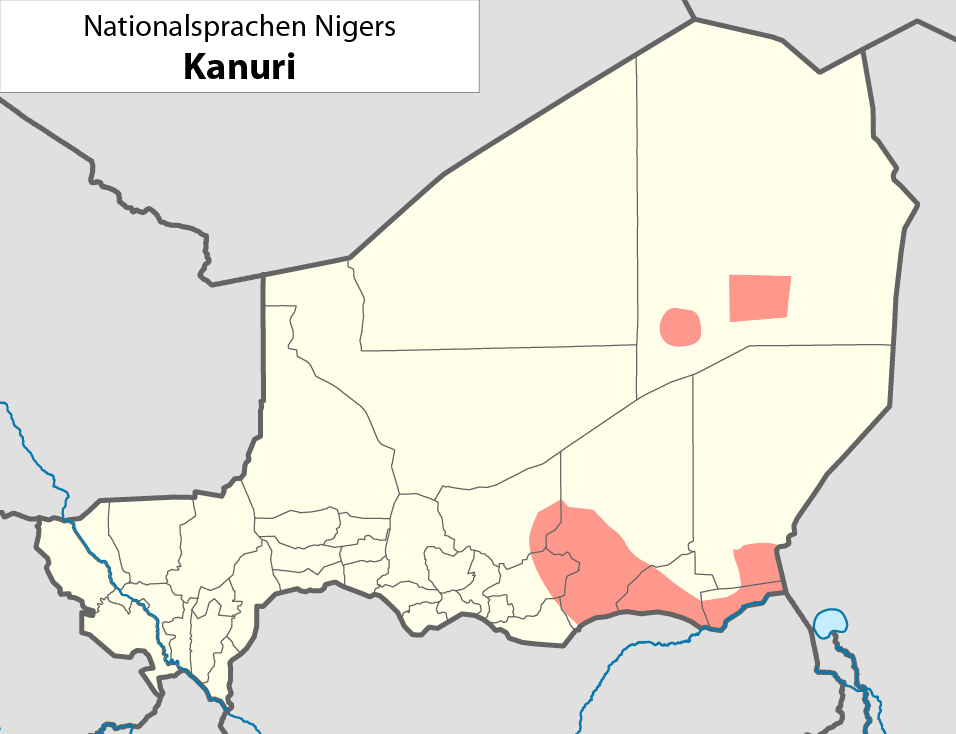
Sprachgebiet des Kanuri in Niger

Die saharanische Sprache Kanuri steht in Bezug zur gleichnamigen Volksgruppe Kanuri. Bei der Volkszählung 2001 bezeichneten sich 513.116 Einwohner Nigers, das entspricht 4,7 % der Gesamtbevölkerung, als Kanuri. Ethnische und sprachliche Zuordnungen lassen sich bei den Kanuri oft nicht eindeutig vornehmen. Einige Menschen, die Kanuri sprechen, bezeichnen sich selbst als Kanuri, obwohl sie offensichtlich und eingestandenermaßen nicht von Kanuri abstammen. Dies hängt mit der historischen politisch-kulturellen Dominanz zusammen, die Volk und Sprache der Kanuri im Reich Kanem-Bornu innehatten. Allerdings verlor die Sprache im 20. Jahrhundert ihre Funktion als regionale Vehikularsprache an Hausa. Die systematische Dialektologie der Sprache steckt noch in den Kinderschuhen. Während Ethnologue Kanuri als Cluster von vier Einzelsprachen definiert, neigen die wenigen Kanuri-Experten dazu, die Sprache als Dialektcluster oder Dialektkontinuum anzusehen. Bei den in Niger gesprochenen Kanuri-Sprachen oder -Dialekten handelt es sich um Bilma-Kanuri (ISO 639-3 bms), Manga-Kanuri (ISO 639-3 kby), Tumari-Kanuri (ISO 639-3 krt) und Zentral-Kanuri (ISO 639-3 knc).
Bilma-Kanuri
Bilma-Kanuri wird von ungefähr 20.000 Personen (2003) in zwei Sprachgebieten gesprochen, die um die Oasen Bilma und Fachi im Nordosten Nigers liegen. Es gibt entsprechend der geographischen Aufteilung zwei (Sub-)Dialekte, Bilma-Kanuri und Fachi-Kanuri. Die Oasen-Kanuri treffen beim Salzhandel in erster Linie auf Tuareg, die Tamascheq als Erstsprache sprechen. Dennoch ist Kanuri-Tamascheq-Zweisprachigkeit eher die Ausnahme. Die Verständigung erfolgt in der Regel auf Hausa.
Manga-Kanuri
Manga-Kanuri, benannt nach der Landschaft Manga, ist die meistverbreitete Kanuri-Varietät in Niger. Von den insgesamt etwa 480.000 Manga-Kanuri-Sprechern leben ungefähr 280.000 (1998) in Niger und ungefähr 200.000 (1993) in Nigeria. In beiden Ländern werden die (Sub-)Dialekte Dagara und Manga verwendet, wobei Dagara unter Umständen als eigene Einzelsprache einzustufen ist. Manga wird auch von den Sprechern anderer Kanuri-Dialekte beherrscht. Lacroix nennt 1966 noch einen dritten Dialekt, Dictko, der damals von etwa 2000 Menschen zwei Gebieten, westlich der Stadt Gouré sowie östlich der Stadt Maïné-Soroa, gesprochen wurde. Dagara ist in Niger im Gebirge Koutous in der Gemeinde Kellé, im Osten des Departements Tahoua und im Norden des Departements Mirriah beheimatet. Das traditionelle Sprachgebiet von Manga liegt im Departement Maïné-Soroa, im Westen des Departements Diffa, im Süden des Departements Gouré, im Südosten des Departements Mirriah sowie in einzelnen Dörfern im Department N’Guigmi.
Tumari-Kanuri
Tumari-Kanuri weist etwa 40.000 Sprecher (1998) in Niger auf, von denen ungefähr die Hälfte ausschließlich Tumari-Kanuri sprechen. Als Zweitsprachen dienen Dazaga und Hausa. Tumari-Kanuri lässt sich in drei (Sub-)Dialekte gliedern: Kubari, Sugurti und Tumari, der auch Kanembu genannt wird, aber nicht mit dem in Tschad gesprochenen Kanembu zu verwechseln ist. Kubari ist der (Sub-)Dialekt der Nachkommen von Einwanderern, die im Jahr 1920 aus Rig Rig in Tschad ins Departement N’Guigmi kamen. Das Sprachgebiet von Sugurti befindet sich zwischen der Stadt N’Guigmi und der ehemaligen Flussmündung des Komadougou Yobé. Der (Sub-)Dialekt Tumari ist in einem Umkreis von 50 Kilometern um die Stadt N’Guigmi beheimatet.
Zentral-Kanuri
Ungefähr 3.000.000 (1985) der insgesamt etwa 3.241.000 Zentral-Kanuri-Sprecher leben in Nigeria. Die Varietät wird auch in Eritrea, Kamerun, Sudan und Tschad verwendet. In Niger handelt es sich um circa 80.000 Sprecher (1998). Dort wird entlang des Flusstals und an der ehemaligen Mündung des Komadougou Yobé der (Sub-)Dialekt Movar verwendet, der eventuell als eigene Einzelsprache einzuordnen ist. Lacroix erwähnt 1966 auf der Grundlage von Dokumenten auch Sprecher des (Sub-)Dialekts Kwayam in Niger, insbesondere im zu Goudoumaria gehörenden kleinen Dorf Kouloumfardou.

### Songhai-Zarma

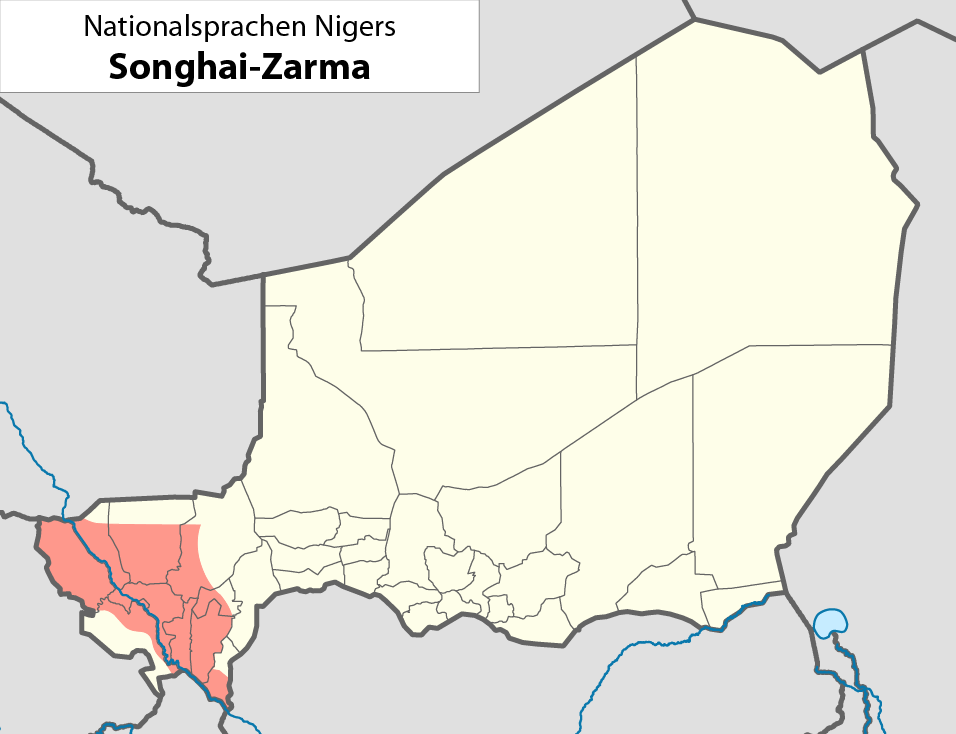
Sprachgebiet des Songhai-Zarma in Niger

Die Bezeichnung Songhai-Zarma fasst die in Niger gesprochenen Varietäten der südlichen Songhai-Sprachen zusammen, deren Sprachgebiet deckungsgleich mit jenem von West-Niger-Fulfulde ist. Songhai-Zarma ist ebenso ein ethnischer Sammelbegriff. Bei der Volkszählung 2001 bezeichneten sich 2.300.874 Einwohner Nigers, das entspricht 21 % der Gesamtbevölkerung, als Songhai-Zarma. Sprachlich wie ethnisch fallen mehrere Bevölkerungsgruppen im Westen Nigers darunter, deren Mitglieder sich unterschiedlich stark von den jeweils anderen Songhai-Zarma-Gruppen abgrenzen. Die Volksgruppen sind Songhai und Zarma sowie Dendi, Kurtey und Wogo. Bis 1996 wurden diese Gruppen im Ethnologue bezüglich Niger noch drei Einzelsprachen zugeordnet: erstens Songhai (damals ISO 639-3 son) als Sprache der Songhai, Kurtey und Wogo sowie der nigrischen Sprecher nördlicher Songhai-Sprachen, zweitens Zarma (ISO 639-3 dje) als Sprache der Zarma und drittens Dendi (ISO 639-3 ddn) als Sprache der Dendi. Seit dem Jahr 2000 sind diese drei Einzelsprachen im Ethnologue zur Einzelsprache Zarma zusammengefasst – allerdings ohne die nördlichen Songhai-Sprachen und nur in Bezug auf Niger. Die Sprache Zarma des Ethnologue ist somit synonym mit Songhai-Zarma als nigrischer Nationalsprache. Dendi gilt im Ethnologue in Benin und Nigeria weiterhin als Einzelsprache, in Niger nunmehr als Dialekt von Zarma. Die Einzelsprache Zarma wird auch von etwa 87.800 Personen (2000) in Nigeria sowie von jeweils einigen hundert Menschen in Burkina Faso und Mali gesprochen.
Entsprechend komplex und historisch gewachsen stellt sich die Dialektologie von Songhai-Zarma dar. Harrison, Harrison und Rueck berechneten für 1996 folgende Sprecherzahlen der Dialekte südlicher Songhai-Sprachen in Niger: 1.427.000 Muttersprachler für den Dialekt Zarma, 489.000 Muttersprachler für den Dialekt Kaado und einen östlichen Dialekt der südlichen Songhai-Sprachen, 53.100 Muttersprachler für den Dialekt Dendi, 44.100 Muttersprachler für den Dialekt Kurtey und 28.800 Muttersprachler für den Dialekt Wogo. Die geographische Verteilung ist wie folgt: Das Sprachgebiet des Dialekts Zarma liegt im Zentrum der Songhai-Zarma-Zone und schließt insbesondere die Städte Niamey und Dosso mit ein. Kaado spricht man im Nordwesten des Songhai-Zarma-Gebiets. Dabei handelt es sich um Teile der Departements Téra und Tillabéri. Das Sprachgebiet des Dialekts Dendi liegt im äußersten Süden des Landes, genauer in den südlichen Teilen der Departements Gaya und Dosso. Kurtey und Wogo werden an bestimmten Abschnitten des Flusses Niger gesprochen: Kurtey in Kourteye, Dessa und Ayérou, Wogo in Sinder. Der Linguist Robert Nicolaï hingegen schloss 1979 die Sprachen der Kurtey und Wogo in den Dialekt Kaado mit ein. Kaado-Sprecher bezeichnen ihren Dialekt bevorzugt als Songhai. Er ist auch unter dieser Bezeichnung in der Forschungsliteratur zu finden.

### Tasawaq

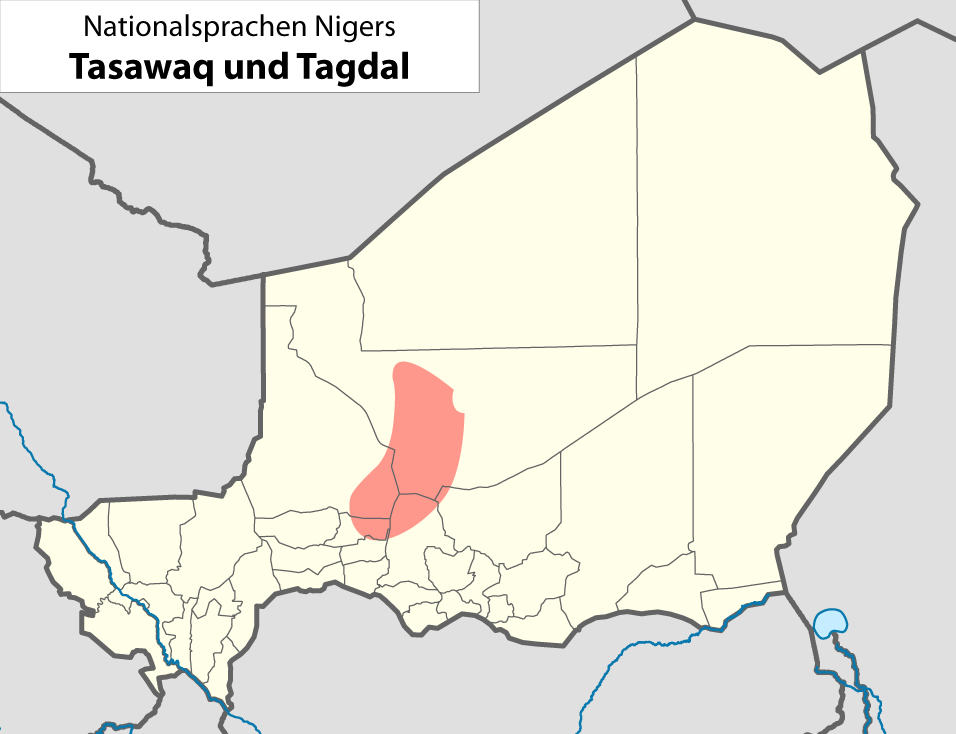
Sprachgebiete von Tasawaq und Tagdal in Niger

Tasawaq (ISO 639-3 twq) repräsentiert die nördlichen Songhai-Sprachen in Niger. Das kleine Sprachgebiet ist von jenem der Mischsprache Tagdal (ISO 639-3 tda) umgeben. Die Tasawaq-Tagdal-Zone im Zentrum des Landes ist geographisch von der Songhai-Zarma-Zone getrennt.
Tasawaq
Tasawaq wird von etwa 8000 Personen (1998) in der Gegend der Oase Ingall gesprochen. Manche ihrer Erstsprecher verwenden Hausa oder Tawallammat als Zweitsprache. Wegen des Drucks der stärkeren Sprachen im Umfeld stuft Batibo (2005) Tasawaq als hochgradig gefährdet ein. Ethnologue (2013) hingegen führt die Sprache unter den nicht gefährdeten, zukunftsfähigen Sprachen, die von allen Generationen in der persönlichen Kommunikation gebraucht werden.
Tagdal
Die Songhai-Berber-Mischsprache Tagdal wird von etwa 27.000 Personen (2000) in Niger gesprochen. Es gibt zwei Dialekte, das nördliche Tagdal und das südliche Tabarog. Nicolaï fasst die Dialekte Tagdal und Tabarog unter der Bezeichnung Tihishit zusammen. Tagdal ist der Dialekt der hellhäutigen Igdalen und der dunkelhäutigen Nachkommen ihrer ehemaligen Sklaven. Die Zentren der Igdalen bilden die Gemeinde Tamaya und die zum Gemeindegebiet von Ingall gehörenden Dörfer Mazababou und Tiguirwit. Tabarog wird von den dunkelhäutigen  Iberogan gesprochen, deren Zentren neun Dörfer südöstlich der Stadt Abalak darstellen.

### Tamascheq

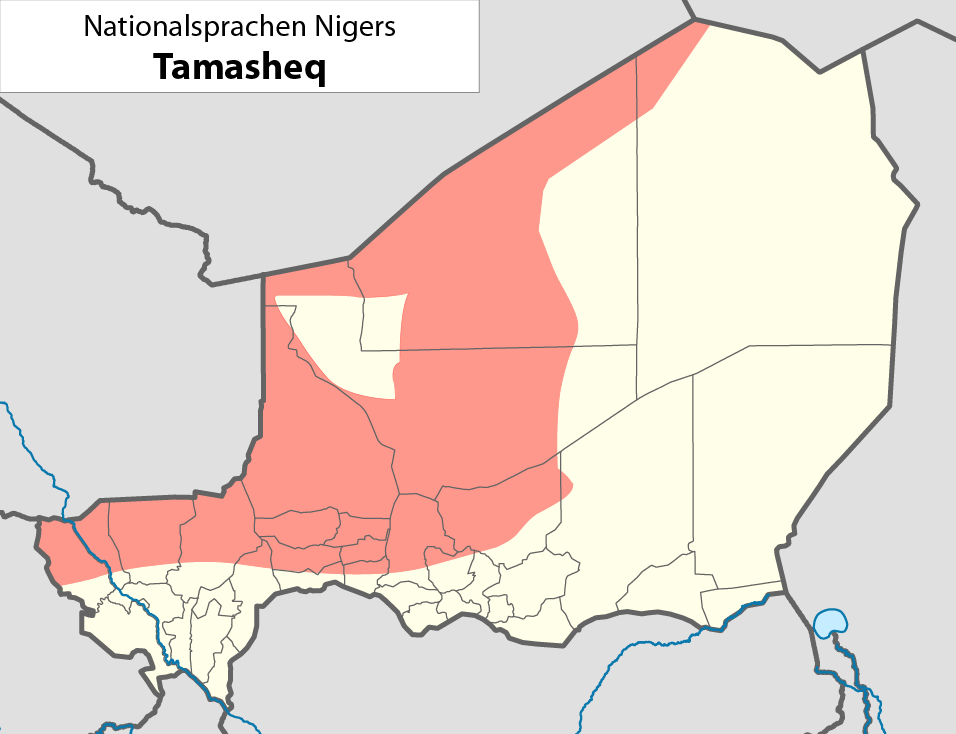
Sprachgebiets des Tamascheq in Niger

Tamascheq ist die Nationalsprache der Volksgruppe Tuareg. Bei der Volkszählung 2001 bezeichneten sich 1.016.883 Einwohner Nigers, das entspricht 9,3 % der Gesamtbevölkerung, als Tuareg. In Niger werden drei Tamascheq-Varietäten gesprochen: Tahaggart (ISO 639-3 thv) im Norden, Tawallammat (ISO 639-3 ttq) im Nordwesten und Tayart (ISO 639-3 thz) im Zentrum des Landes.
Tahaggart
Die Varietät Tahaggart ist auf drei Länder verteilt. Etwa 40.000 Sprecher leben in Algerien, etwa 17.000 Sprecher (2006) in Libyen und etwa 20.000 Sprecher (1998) in Niger. Dies ergibt eine Gesamtsprecheranzahl von ungefähr 77.000. Das Sprachgebiet in Niger ist auf eine schmale Wüstenzone entlang der Staatsgrenze zu Algerien beschränkt. Verbreitet sind die Dialekte von Ghat (Libyen) und Hoggar (Algerien). Tahaggart ist die einzige der im Ethnologue angeführten 21 Sprachen Nigers, die als gefährdet eingestuft wird. Zwar würde Tahaggart von allen Generationen in der persönlichen Kommunikation verwendet werden, jedoch sei die Sprecherzahl im Sinken begriffen.
Tawallammat
Ungefähr 450.000 (1998) der insgesamt etwa 640.000 Tawallammat-Sprecher leben in Niger, der Rest vor allem in Mali und zu einem geringen Teil in Nigeria. Tawallammat ist bei der Tuareg-Fraktion Ullemmeden in Gebrauch. Es gibt zwei Dialekte. Der westliche Dialekt Tawallammat Tan Ataram wird in Niger im Norden der Departements Filingué, Ouallam, Téra und Tillabéri gesprochen. Richtung Süden geht das Dialektgebiet in die Zonen des Songhai-Zarma und West-Niger-Fulfulde über. Die nigrischen Zentren des östlichen Dialekts Tawallammat Tan Dannag sind die Departements Abalak, Illéla, Tahoua und Tchintabaraden. Das Dialektgebiet reicht bis Ingall im Osten. Bis auf den dünn besiedelten äußersten Norden leben hier auch Sprecher des Hausa, Zentral-Ost-Niger-Fulfulde und weiterer Sprachen.
Tayart
Die Varietät wird von etwa 250.000 Personen (1998) in Niger gesprochen. Das Sprachgebiet umfasst das gesamte Gebirge Aïr einschließlich der Stadt Agadez und reicht im Süden bis ins Departement Dakoro. Unterschieden werden der Aïr-Dialekt und der Dialekt Tamagarast, der bei der südlichen Tuareg-Fraktion Kel Gress üblich ist. Es kommt, abgesehen vom dünnbesiedelten Norden, zu Überschneidungen mit Zonen, in denen auch Arabisch, Fulfulde, Hausa und südliche Songhai-Sprachen verbreitet sind. Besonders Hausa dient den Tayart-Sprechern als Zweitsprache.

### Tubu

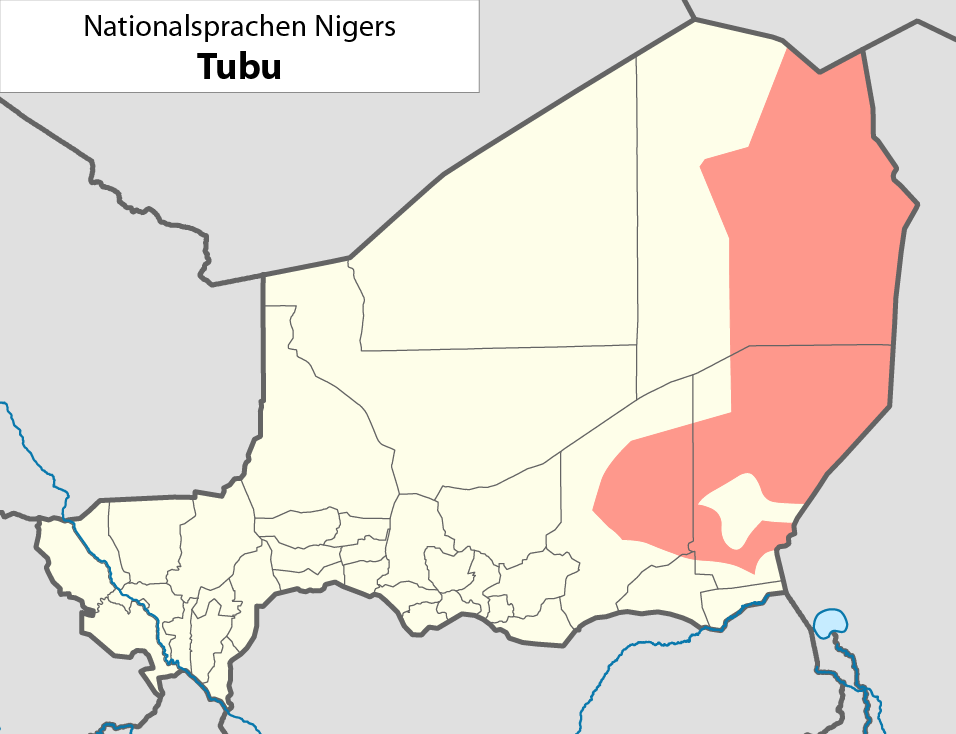
Sprachgebiet des Tubu in Niger

Tubu wird in der Regel nicht als Einzelsprache, sondern als Sprachfamilie der beiden Einzelsprachen Dazaga (ISO 639-3 dzg) und Tedaga (ISO 639-3 tuq) klassifiziert. Die linguistische Dokumentation ist dürftig und großteils veraltet. So stammen die wichtigsten Quellen zu Dazaga und Tedaga aus den 1930er und 1950er Jahren. Die zu den saharanischen Sprachen gezählte Sprachfamilie ist der gleichnamigen Volksgruppe Tubu zugehörig. Dazaga ist die Sprache der Tubu-Untergruppe Daza und Tedaga die Sprache der Tubu-Untergruppe Teda. Bei der Volkszählung 2001 bezeichneten sich 42.172 Einwohner, das entspricht 0,4 % der Gesamtbevölkerung, als Tubu. Tubu-Sprecher lassen sich jedoch nur teilweise ethnisch den Tubu zuordnen.
Dazaga
Dazaga ist die südliche der beiden Tubu-Sprachen. In Niger wird sie von etwa 50.000 Personen (2007) gesprochen, von denen ungefähr 30 % ethnische Tubu sind. Das Sprachgebiet liegt um N’Gourti und Tesker im Südosten Nigers. Von den insgesamt rund 381.000 Dazaga-Sprechern leben 331.000 (2006) im Nachbarland Tschad. Die in Niger verbreiteten Dazaga-Dialekte sind Azzaga und Kashirda. Nigrische Dazaga-Sprecher verwenden Hausa, Arabisch, Manga-Kanuri oder Tumari-Kanuri als Zweitsprachen, allerdings sind weit mehr Männer als Frauen zweisprachig.
Tedaga
Tedaga ist die nördliche der beiden Tubu-Sprachen. Sie hat in Niger etwa 10.000 Sprecher (1998), die vor allem halbnomadisch in den Oasen Bilma und Séguédine sowie im Termit-Massiv leben. Mehrheitlich ist Arabisch als Zweitsprache in Gebrauch, auch Dazaga ist verbreitet. Rund 29.000 (1993) der insgesamt ungefähr 43.000 Sprecher leben in Tschad. Laut Batibo (2005) ist Tedaga neben Tasawaq eine von zwei Sprachen Nigers, die wegen des Drucks stärkerer Sprachen hochgradig gefährdet ist. Wie im Fall von Tasawaq widerspricht Ethnologue (2013) dieser Einschätzung mit einer Einstufung von Tedaga als zukunftsfähiger Sprache.

## Sprachpraxis

### Bildung

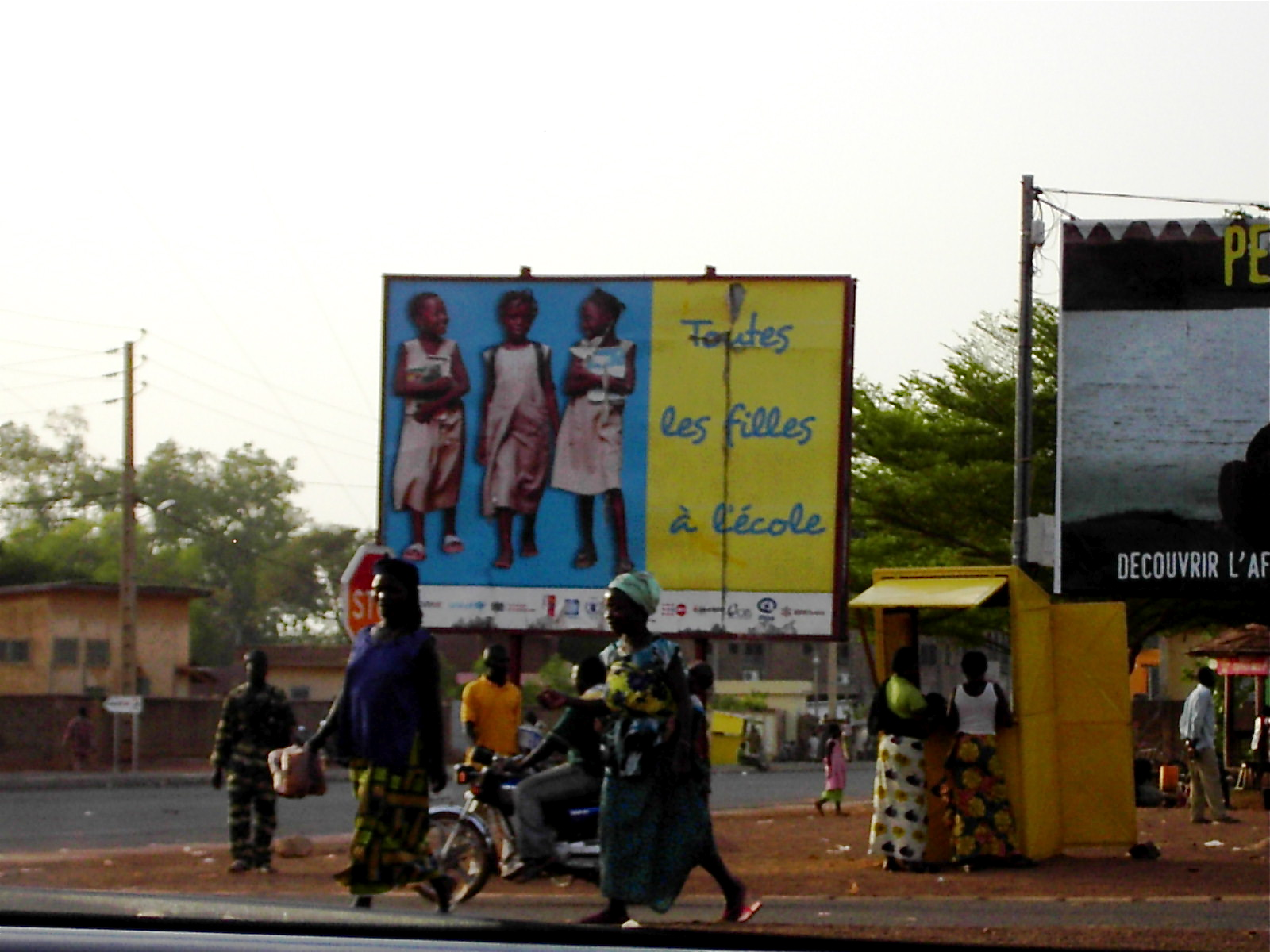
Werbetafel in Niger (2006) mit der französischen Aufschrift Toutes les filles à l’école („Alle Mädchen in die Schule“)

Der nigrische Staat übernahm mit seiner Unabhängigkeit 1960 ein kaum entwickeltes Bildungssystem, das zum Zweck der Elitenschulung auf Zentren wie Dakar und Paris ausgerichtet war und fast ausschließlich Französisch als Unterrichtssprache zuließ. Nur eine Madrasa, an der Arabisch gelehrt wurde, wurde bereits 1957 in Say von der Regierung Djibo Bakarys ins Leben gerufen. Der nigrische Staat verordnete 1966 der Madrasa von Say eine Stärkung der säkularen Unterrichtsfächer und der französischen Sprache. Dies war die Geburtsstunde des sich auf alle Schulstufen erstreckenden Schultyps Franco-Arabe, der sich bald rasch verbreitete. Ebenfalls 1966 fanden lokale nigrische Muttersprachen Eingang in die staatliche Erwachsenenbildung, insbesondere bei Alphabetisierungsmaßnahmen.
Im Grundschulbereich startete 1973 mit der Eröffnung der ersten école expérimentale („experimentelle Schule“) ein Schulversuch, bei dem ausgewählte Nationalsprachen im Unterricht genutzt werden sollten. Dabei handelte es sich um Fulfulde, Hausa, Kanuri, Songhai-Zarma und Tamascheq. Die écoles expérimentales sind auf einen zweisprachigen Unterricht ausgerichtet: Von der 1. bis 3. Schulstufe ist eine Nationalsprache die Unterrichtssprache und ein Unterrichtsgegenstand. Ab der 2. Schulstufe kommt Französisch als ein Unterrichtsgegenstand hinzu. Von der 4. bis 6. Schulstufe ist Französisch die Unterrichtssprache und ein Unterrichtsgegenstand, die jeweilige Nationalsprache nur noch ein Unterrichtsgegenstand. Bis 1993 stieg die Anzahl der écoles expérimentales auf landesweit 42 an. Niger nahm damit in Afrika eine Vorreiterrolle im zweisprachigen Grundschulwesen ein. Evaluierungen zeigten, dass die écoles expérimentales den rein französischsprachigen écoles traditionnelles („traditionellen Schulen“) überlegen waren, was den allgemeinen Lernerfolg betraf. Der „experimentelle“ Status sollte durch écoles bilingues („zweisprachige Schulen“) zum Regelbetrieb überführt werden. Die gesetzlichen Grundlagen dafür schuf die Nationalversammlung 1998, als sie im gesamten Bildungswesen Französisch und die Nationalsprachen als die zu verwendenden Unterrichtssprachen bestimmte. Mit demselben Gesetz wurde auch die Verteilung in den écoles bilingues festgelegt: Von der 1. bis zur 3. Schulstufe ist die Mutter- oder Erstsprache die Unterrichtssprache, Französisch ab der 1. Schulstufe ein Unterrichtsgegenstand. Von der 4. bis zur 6. Schulstufe ist Französisch die Unterrichtssprache und die Mutter- oder Erstsprache ein Unterrichtsgegenstand. 2001 eröffneten, für dieselben fünf Nationalsprachen wie zuvor die écoles expérimentales, die ersten 16 Pilotschulen. Die historisch gewachsenen Schultypen im staatlichen Grundschulbereich mit ihren unterschiedlichen Unterrichtssprachen bestehen weiterhin nebeneinander fort: école traditionnelle, Franco-Arabe, école expérimentale, école bilingue sowie spezialisierte Typen wie Taubstummen- und Blindenschulen.
In den Privatschulen mit islamischer Ausrichtung spielt das Hocharabisch des Koran eine bedeutende Rolle im Unterricht. Praktisch alle muslimischen nigrischen Kinder im Vorschulalter besuchen die informell organisierten Koranschulen, in denen das Lesen und Rezitieren des Koran auf Arabisch unterrichtet wird. Beeinflusst von der zunehmenden Islamisierung in den Hausa-Gebieten in Nord-Nigeria kam es in den 1990er Jahren auch in den Hausa-Gebieten Süd-Nigers zur Schaffung zahlreicher Islamiya genannter Schulen zur religiösen Unterweisung. Die Gründer waren zumeist Geschäftsleute, ein wichtiges Zentrum dieser Bewegung die Stadt Maradi. Schon Ende der 1990er Jahre konnten sich viele dieser Schulen nicht mehr erhalten und suchten um staatliche Unterstützung an. Als Folge dessen wurden sie in staatlich kontrollierte Franco-Arabe-Schulen umgewandelt.
An der Abdou-Moumouni-Universität Niamey gibt es ein eigenes Departement für Nationalsprachen und Linguistik. Die Islamische Universität Say widmet sich insbesondere der Lehre und Verbreitung der arabischen Sprache.

### Medien und Sprachkunst

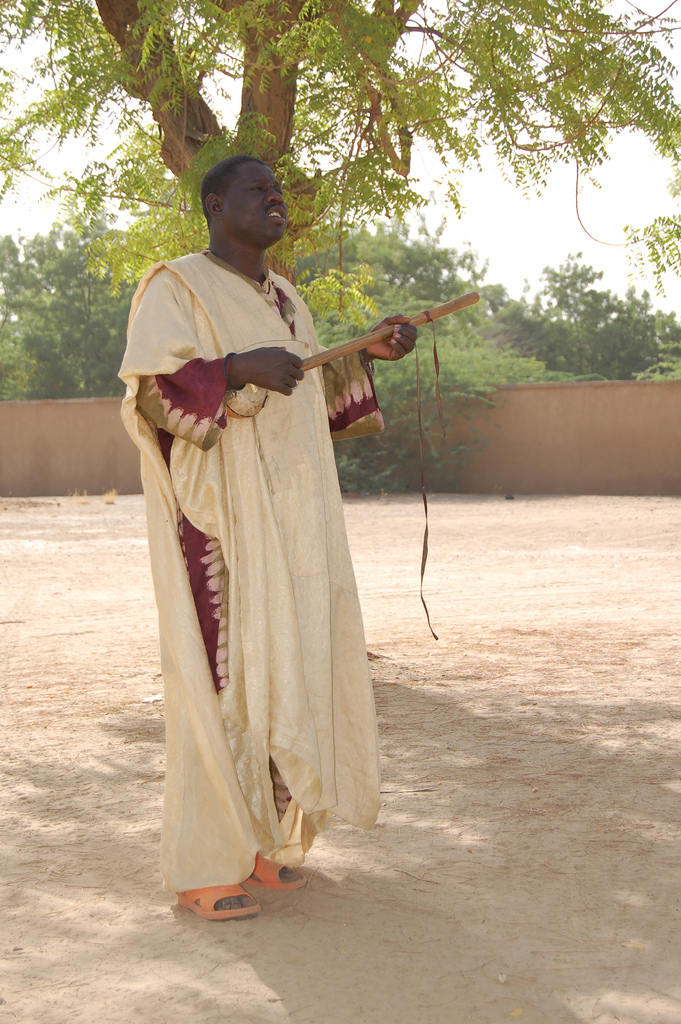
Ein Griot in Diffa, Ost-Niger (2006)

In den Massenmedien Nigers finden die Amtssprache und alle Nationalsprachen Verwendung, wenn auch in unterschiedlichem Ausmaß. Die staatlichen Medien sind laut Verfassung zur Förderung der Nationalsprachen verpflichtet. Von der Reichweite her ist das Radio das wichtigste Massenmedium in Niger. Printmedien spielen eine weit geringere Rolle, insbesondere da die meisten Zeitungen die Landesteile außerhalb der Hauptstadt nur verspätet, wenn überhaupt, erreichen. Bis zur Rundfunkliberalisierung Anfang der 1990er Jahre lagen Radio und Fernsehen ausschließlich in der Hand der staatlichen Anstalt Office de Radiodiffusion et Télévision du Niger (ORTN). Seit der Gründung des Radiosenders Voix du Sahel (als Radio Niger) im Jahr 1958 sind 70 % des Programms für die Nationalsprachen reserviert. Zunächst handelte es sich dabei nur um Hausa und Songhai-Zarma, bis die Regierung 1978 auch die Berücksichtigung anderer Nationalsprachen anordnete. Voix du Sahel sendet seitdem auch auf Arabisch, Gourmanchéma, Kanuri, Fulfulde, Tamascheq und Tubu. Die Programmdirektion des staatlichen Fernsehkanals Télé Sahel besteht aus zwei Büros, von denen eines für Produktionen auf Französisch, das andere für Produktionen in den Nationalsprachen zuständig ist. Unter den in Niger beliebten ausländischen Fernsehsendern sind die meisten, wie TV5 Monde, französischsprachig. Die staatliche Tageszeitung Le Sahel, die staatliche Wochenzeitung Sahel Dimanche und deren Online-Ausgabe www.lesahel.org erscheinen nur auf Französisch. In den 1970er und 1980er Jahren erschienen in den Nationalsprachen zahlreiche staatlich geförderte Lokalzeitungen für ländliche Gebiete, die jedoch fast alle mit Ende der Förderungen von der Bildfläche verschwanden.
Die in Druckform erscheinende Literatur Nigers bedient sich vorwiegend der französischen Sprache. Zu ihren Vertretern zählen Mahamane Dan Dobi (1923–1981), Alfred Dogbé (1962–2012), Boubou Hama (1906–1982), Ibrahim Issa (1929–1986), Hélène Kaziendé (* 1967), Abdoulaye Mamani (1932–1993), Idé Oumarou (1937–2002), André Salifou (1942–2022) und Boubé Zoumé (1951–1997). In einer Nationalsprache publizierende Autoren wie der Zarma-Literat Djado Sékou (1930–1988) sind Ausnahmeerscheinungen. Die verschiedensprachige mündliche Literatur des Landes baut auf sozialen Strukturen auf, die durch einen modernen Lebensstil und die Islamisierung im Wandel begriffen sind. Traditionelle Erzählungen in den Nationalsprachen werden vom Centre d’études linguistiques et historiques par tradition orale (CELHTO-OUA) in Niamey gesammelt und in Schriftform gebracht. Epische Erzählungen auf Songhai-Zarma haben ihre große Popularität beibehalten. Lyrische Formen sind besonders in den Sprachen Tamascheq und Fulfulde entwickelt. Griots praktizieren die traditionelle künstlerische Kommunikation mit der Außenwelt. Das nigrische Theater ist insbesondere in der Sprache Hausa verwurzelt. Es wird auch für Radio- und Fernsehausstrahlungen adaptiert.

### Verwaltung, Rechtsprechung und Wirtschaft

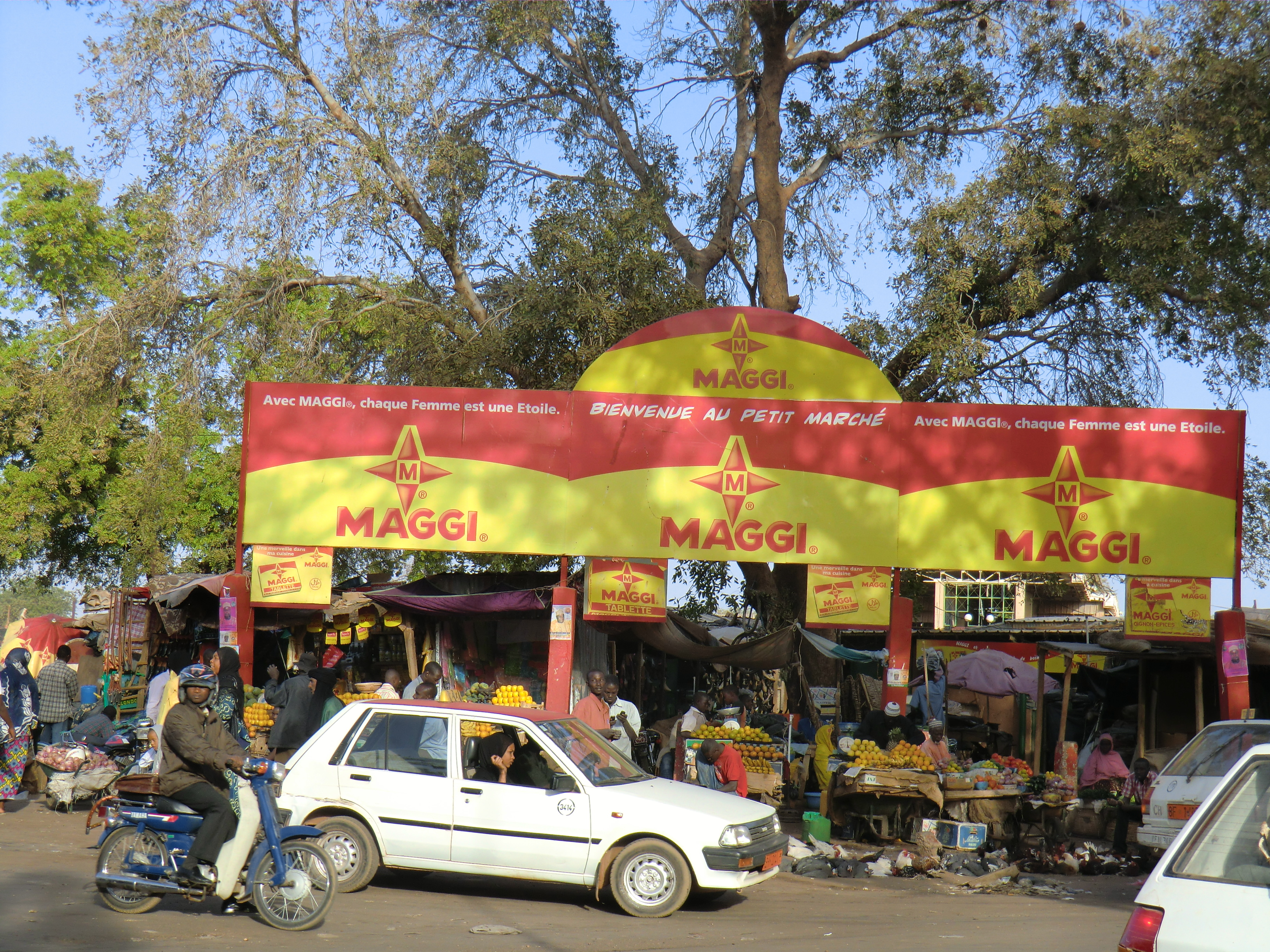
Französische Werbung am Petit Marché in Niamey (2011)

In der öffentlichen Verwaltung ist es üblich, jedoch nicht gesetzlich geregelt, dass bei der mündlichen Kommunikation mit Amtsträgern die jeweils verstandenen Nationalsprachen verwendet werden. Auch schriftliche Dokumente von Ministerien können zusätzlich zur Amtssprache in bestimmten Nationalsprachen herausgegeben werden. Vor Gericht sind nur Französisch und im Ausnahmefall Arabisch zugelassen, wenn es sich um schriftliche Ausfertigungen handelt. Die Gerichtsurteile ergehen immer in der Amtssprache oder, wenn auch selten, auf Arabisch. Zugleich ist in der mündlichen Kommunikation immer die Mehrzahl der Nationalsprachen zulässig. Das Gericht kann gegebenenfalls Übersetzer beiziehen.
Als Handelssprachen dienen in erster Linie Hausa sowie Zarma, in der Hauptstadt zusätzlich Französisch. Im Wirtschaftsleben werden, solange es die mündliche Kommunikation betrifft, generell die Nationalsprachen bevorzugt. Sobald schriftliche Kommunikation verwendet wird, dominiert das Französische. Dies betrifft die Werbung ebenso wie Etikettierungen und Bedienungsanleitungen.